# Pavetta hongkongensis
Pavetta hongkongensis är en måreväxtart som beskrevs av Cornelis Eliza Bertus Bremekamp. Pavetta hongkongensis ingår i släktet Pavetta och familjen måreväxter. Inga underarter finns listade i Catalogue of Life.